# Giải đua ô tô Công thức 1 México
Giải đua ô tô Công thức 1 México (tiếng Tây Ban Nha: Gran Premio de México), hiện được tổ chức dưới tên gọi Giải đua ô tô Công thức 1 Thành phố México (tiếng Tây Ban Nha: Gran Premio de la Ciudad de México), là một chặng đua Công thức 1 diễn ra tại trường đua Anh em Rodríguez, México.
Giải đua ô tô Công thức 1 México được tổ chức lần đầu tiên như một chặng đua không chính thức thuộc giải vô địch vào năm 1962 trước khi được tổ chức như một chặng đua chính thức thuộc giải vô địch vào các năm 1963–1970 và 1986–1992. Giải đua ô tô Công thức 1 México trở lại vào năm 2015 tại trường đua Anh em Rodríguez.

## Lịch sử

### Những năm đầu tiên tại Magdalena Mixhuca (1962-1970)
Giải đua ô tô Công thức 1 México lần đầu tiên được tổ chức vào ngày 4 tháng 11 năm 1962 tại trường đua Magdalena Mixhuca (tức là trường đua Anh em Rodríguez ngày nay). Trường đua này là trường đua cấp quốc tế đầu tiên ở México và giống như trường đua Monza ở Milano, Ý, nó được xây dựng trong một công viên ở trung tâm một thành phố lớn, trong trường hợp này là thủ đô Thành phố México của México.

### Trường đua Anh em Rodríguez (1986-1992)
Vài năm sau khi kế hoạch năm 1971 bị hủy bỏ, công việc xây dựng lại đường đua Hermanos Rodríguez bắt đầu để cải thiện nền tổ chức. Chiều dài của trường đua được rút ngắn hơn một chút, khúc cua Peraltada đã được làm dễ hơn và toàn bộ trường đua trở nên an toàn hơn nhiều so với trước đây.
Giải đua ô tô Công thức 1 México trở lại vào năm 1986 và tại chặng đua năm đó, Gerhard Berger trên chiếc Benetton B186 của ông đã giành chiến thắng mặc dù tình hình sức khỏe không được tốt. Chặng đua năm 1987 được chia thành hai phần vì Derek Warwick va chạm mạnh và văng khỏi khúc cua Peraltada. Mặc dù Nelson Piquet đã về đích ở vị trí đầu tiên, đồng đội tại đội đua Williams của ông là Nigel Mansell đã giành chiến thắng vì đã dẫn trước Piquet với khoảng cách 30 giây sau khi phần đầu tiên của cuộc đua kết thúc.
Vào năm 1992, giải đua ô tô Công thức 1 México đã được dời sang tháng 3. Vào ngày 20 tháng 2 năm đó, mức độ ô nhiễm không khí của Thành phố México đã đạt mức kỷ lục. Vì vậy, các quan chức thành phố đã cấm một nửa số xe ô tô của chính phủ và thiết bị tham gia giao thông. Thế nhưng, biện pháp này đã càng không giúp được gì vì Thành phố México nằm trong một thung lũng được bao quanh bởi những ngọn núi và chính điều kiện địa lý này đã hạn chế không khí ô nhiễm di chuyển đi nơi khác để tiêu tan. Vì vậy, tình hình này đã gây thêm căng thẳng cho ủy ban giải đua ô tô Công thức 1 México để đảm bảo đường đua đã sẵn sàng cho năm 1992. Cũng vào năm đó, một số biện pháp an toàn đã được thực hiện trên đường đua, bao gồm nới lỏng hơn nữa khúc cua Peraltada khiến góc cua chậm hơn một chút. Điều này đã được thực hiện thông qua việc tạo một tuyến đường thay thế đến giữa Peraltada qua sân vận động bóng chày của công viên. Mặc dù trường đua này rất phổ biến với các tay đua, họ đã phàn nàn trong các cuộc phỏng vấn với báo chí về những va chạm phổ biến và nghiêm trọng trên đường đua. Ngoài ra, tình trạng trường đua thậm chí còn xuống cấp và tệ hơn trước. Công thức 1 lại rời México sau cuộc đua năm 1992 do tình trạng đường đua ngày càng tồi tệ, sự suy thoái của chính Thành phố Mexico, không chỉ với vấn đề ô nhiễm không khí mà còn do dân số thành phố tăng nhanh và không ổn định.

### Vắng mặt (1993-2014)
Giải đua ô tô Công thức 1 México vắng mặt vào những năm 1993-2014.
Vào năm 2003, có một tin đồn xuất hiện rằng giải đua ô tô Công thức 1 México có thể quay trở lại lịch Công thức 1 tại một đường đua mới trị giá 70 triệu đô la với tên gọi "Mantarraya" gần Cancún. Năm 2005, thống đốc tiểu bang Quintana Roo nói rằng México sẽ có một chặng đua Công thức 1 trong lịch đua năm 2006. Kế hoạch đó được tổ chức vào cuối năm đó khi một cuộc tranh luận nổ ra về việc liệu quốc gia mà đường đua được xây dựng có thuộc sở hữu hợp pháp của những người có quyền làm việc đó hay không.
Sau giải đua ô tô Công thức 1 Hoa Kỳ 2006, Bernie Ecclestone thông báo rằng giải đua ô tô Công thức 1 México sẽ trở lại vào năm 2009 nhưng thông báo này không đưa ra thêm thông tin gì.

### Quay trở lại trường đua Anh em Rodríguez (2015-2019, 2021-nay)
Vào tháng 8 năm 2011, Carlos Slim Domit đã tiết lộ kế hoạch hồi sinh giải đua ô tô Công thức 1 México. Vào tháng 8 năm 2013, "các nguồn cấp cao" gợi ý rằng giải đua ô tô Công thức 1 México có thể được đưa vào lịch đua tạm thời của năm 2014. Lịch đua sơ bộ cho mùa giải 2014 đã được lưu hành vào đầu tháng 9 năm 2013. Giải đua ô tô Công thức 1 México được ấn định ngày 9 tháng 11 năm 2014 nhưng tình hình trường đua đã không nêu rõ và đồng thời bị lưu ý rằng sự kiện này "cần phải được xác nhận". Vào ngày 5 tháng 12 năm 2013, FIA đã công bố lịch chính thức của mùa giải Công thức 1 2014 và giải đua ô tô Công thức 1 Mexico không xuất hiện trên lịch. Sau đó, FIA đã thông báo rằng giải đua ô tô Công thức 1 Mexico đã bị hoãn lại đến năm 2015 do ban tổ chức của chặng đua đã không có đủ thời gian chuẩn bị để nâng cấp trường đua Hermanos Rodríguez lên tiêu chuẩn Công thức 1. Vào tháng 7 năm 2014, Ecclestone xác nhận rằng ông đã ký hợp đồng 5 năm để trường đua Hermanos Rodríguez đăng cai giải đua ô tô Công thức 1 Mexico, bắt đầu từ năm 2015. Vào ngày 3 tháng 12 năm 2014, FIA đã điền giải đua ô tô Công thức 1 Mexico vào lịch đua năm 2015. Nico Rosberg của Mercedes đã giành chiến thắng tại chặng đua năm 2015 trước Lewis Hamilton và Valtteri Bottas.
Vào ngày 14 tháng 5 năm 2019, thị trưởng Thành phố Mexico Claudia Sheinbaum thông báo rằng năm 2019 là năm cuối cùng của giải đua ô tô Công thức 1 Mexico vì khoản phí 400 triệu MXN (20,865 triệu USD) được đầu tư vào Tren Maya. Người ta ước tính rằng chặng đua mang lại 8.400 triệu đô la MXN cho nền kinh tế địa phương. Tuy nhiên, vào ngày 8 tháng 8, giải đua ô tô Công thức 1 Mexico vẫn được giữ nguyên trên lịch đua cho đến năm 2022 mặc dù được đổi tên thành "Giải đua ô tô Công thức 1 Thành phố Mexico" (Mexico City Grand Prix) để nhấn mạnh sự hỗ trợ từ chính quyền Thành phố Mexico.
Chặng đua vào năm 2020 đã được lên kế hoạch vào ngày 1 tháng 11 với tên gọi "Giải đua ô tô Công thức 1 Thành phố Mexico" nhưng đã bị hủy vào ngày 24 tháng 7 do hạn chế đi lại ở Châu Mỹ (bao gồm những chặng đua tại Bắc và Nam Mỹ) vì đại dịch COVID-19. Do đó, chặng đua năm 2021 đã trở thành chặng đua đầu tiên diễn ra với tên gọi Giải đua ô tô Công thức 1 Thành phố Mexico.
Vào ngày 28 tháng 10 năm 2022, giải đua ô tô Công thức 1 Thành phố Mexico đã gia hạn đến năm 2025.

## Kết quả theo năm

Phiên bản được làm mới của trường đua Anh em Rodríguez được tạo bởi Hermann Tilke (2015–nay)

Phiên bản của trường đua Anh em Rodríguez vào những năm 1986–1992

Phiên bản gốc của trường đua Magdalena Mixhuca vào những năm 1962–1970

- Nền màu hồng biểu thị một chặng đua không thuộc Giải đua xe Công thức 1.
- Kể từ năm 2021, giải đua ô tô Công thức 1 Mexico được tổ chức với tên gọi "Giải đua ô tô Công thức 1 Thành phố Mexico".

| Năm         | Tay đua                     | Đội đua                     | Địa điểm                    | Chi tiết                    |
| ----------- | --------------------------- | --------------------------- | --------------------------- | --------------------------- |
| 1962        | Trevor Taylor Jim Clark     | Lotus-Climax                | Magdalena Mixhuca           | Chi tiết                    |
| 1963        | Jim Clark                   | Lotus-Climax                | Magdalena Mixhuca           | Chi tiết                    |
| 1964        | Dan Gurney                  | Brabham-Climax              | Magdalena Mixhuca           | Chi tiết                    |
| 1965        | Richie Ginther              | Honda                       | Magdalena Mixhuca           | Chi tiết                    |
| 1966        | John Surtees                | Cooper-Maserati             | Magdalena Mixhuca           | Chi tiết                    |
| 1967        | Jim Clark                   | Lotus-Ford                  | Magdalena Mixhuca           | Chi tiết                    |
| 1968        | Graham Hill                 | Lotus-Ford                  | Magdalena Mixhuca           | Chi tiết                    |
| 1969        | Denny Hulme                 | McLaren-Ford                | Magdalena Mixhuca           | Chi tiết                    |
| 1970        | Jacky Ickx                  | Ferrari                     | Magdalena Mixhuca           | Chi tiết                    |
| 1971 – 1985 | Không tổ chức               | Không tổ chức               | Không tổ chức               | Không tổ chức               |
| 1986        | Gerhard Berger              | Benetton-BMW                | Trường đua Anh em Rodríguez | Chi tiết                    |
| 1987        | Nigel Mansell               | Williams-Honda              | Trường đua Anh em Rodríguez | Chi tiết                    |
| 1988        | Alain Prost                 | McLaren-Honda               | Trường đua Anh em Rodríguez | Chi tiết                    |
| 1989        | Ayrton Senna                | McLaren-Honda               | Trường đua Anh em Rodríguez | Chi tiết                    |
| 1990        | Alain Prost                 | Ferrari                     | Trường đua Anh em Rodríguez | Chi tiết                    |
| 1991        | Riccardo Patrese            | Williams-Renault            | Trường đua Anh em Rodríguez | Chi tiết                    |
| 1992        | Nigel Mansell               | Williams-Renault            | Trường đua Anh em Rodríguez | Chi tiết                    |
| 1993 – 2014 | Không tổ chức               | Không tổ chức               | Không tổ chức               | Không tổ chức               |
| 2015        | Nico Rosberg                | Mercedes                    | Trường đua Anh em Rodríguez | Chi tiết                    |
| 2016        | Lewis Hamilton              | Mercedes                    | Trường đua Anh em Rodríguez | Chi tiết                    |
| 2017        | Max Verstappen              | Red Bull Racing-TAG Heuer   | Trường đua Anh em Rodríguez | Chi tiết                    |
| 2018        | Max Verstappen              | Red Bull Racing-TAG Heuer   | Trường đua Anh em Rodríguez | Chi tiết                    |
| 2019        | Lewis Hamilton              | Mercedes                    | Trường đua Anh em Rodríguez | Chi tiết                    |
| 2020        | Bị hủy do đại dịch COVID-19 | Bị hủy do đại dịch COVID-19 | Bị hủy do đại dịch COVID-19 | Bị hủy do đại dịch COVID-19 |
| 2021        | Max Verstappen              | Red Bull Racing-Honda       | Trường đua Anh em Rodríguez | Chi tiết                    |
| 2022        | Max Verstappen              | Red Bull Racing-RBPT        | Trường đua Anh em Rodríguez | Chi tiết                    |
| 2023        | Max Verstappen              | Red Bull Racing-Honda RBPT  | Trường đua Anh em Rodríguez | Chi tiết                    |